# Rohrbach (Glatt)
Der Rohrbach (auch Rorbach, im Oberlauf Mülitobelbach) ist ein rund drei Kilometer langer Zufluss des Greifensees in den Gemeinden Maur und Fällanden im Schweizer Kanton Zürich. Er entwässert einen rund 1,6 Quadratkilometer grossen Abschnitt am Osthang des Pfannenstiel-Hügelzugs und durchfliesst dabei Ebmatingen, ehe er zwischen den Waldgebieten Müliholz und Balm ein tief eingeschnittenes Tobel bildet.

## Geographie

### Verlauf
Der Bach entspringt als Mülitobelbach auf etwa 639 m ü. M. im Quartier Bergwisen im südlichen Dorfteil von Ebmatingen. Die eingedolte Quelle liegt an der Chalenstrasse unterhalb eines Parkplatzes einer Wohnsiedlung. Von hier fliesst er anfangs nach Nordwesten und tritt nach 160 Meter langem Bachlauf erstmals an die Oberfläche. Er durchfliesst eine Wiese und passiert dabei drei Häuser im Quartier Churzbach, ehe er nach rund 70 Metern die Chalenstrasse unterquert und in einem Waldsaum wieder zutage tritt. 
Er wendet sich nach Nordosten und bildet für rund 130 Meter das kleine Mülitobel, ehe er erneut eingedolt wird. Er unterquert das Dorfzentrum von Ebmatingen und fliesst ab der Poststelle wieder offen. Der Bach wird nun wieder von einem Waldsaum begleitet, welcher nur kurz durch eine Quartierstrasse unterbrochen wird. 
Er verlässt bebautes Gebiet und wird linksseitig von einer Wiese und rechtsseitig von einem Feld begrenzt, ehe für einen kurzen Abschnitt am rechten Ufer das Quartier Lohwis angrenzt, welches den nordöstlichsten Teil Ebmatingens bildet. Nach der Unterquerung der Lohwisstrasse wird er Rohrbach genannt und bildet zugleich ein kleines Tobel, welches linksseitig kurz an die Gewerbezone Hinderwis angrenzt, ehe er das Waldgebiet Müliholz erreicht. Er nimmt von rechts seinen einzigen Zufluss, den Rütibach, auf und fliesst nun meist nach Norden. Dabei bildet er auf einem kurzen Abschnitt die Gemeindegrenze zwischen Maur und Fällanden.
Das Tobel wird nun immer tiefer und er passiert einen sechs Meter hohen Wasserfall, bevor er sich wieder nach Nordosten wendet. Es folgt zwischen Müliholz und Chilenholz ein acht Meter hoher Wasserfall sowie weitere kleine Wasserfälle, ehe das Tobel bei Limet langsam wieder abflacht. Er wird wieder von einem Waldsaum begleitet, welcher beidseitig von Feldern begrenzt wird. Vor der Unterquerung der Strasse Fällanden–Maur durchfliesst er eine Geschiebesperre, welche alljährlich von Geschiebe befreit wird. Er passiert nun den Hof Rohr und mündet schliesslich auf 435 m ü. M. ins Südufer des Greifensees.

### Einzugsgebiet
Das 1,58 Quadratkilometer grosse Einzugsgebiet liegt in den Gemeinden Maur und Fällanden. Es setzt sich aus 57,4 % bebauter Fläche, 32,6 % landwirtschaftlicher Fläche, 9,9 % naturnaher Fläche und Wald sowie 0,1 % Wasserfläche zusammen.
Der höchste Punkt wird mit 686 m ü. M. bei Süessblätz unterhalb des Guglen erreicht. Die durchschnittliche Höhe beträgt 593 m ü. M.
Im Norden und Westen liegt das Einzugsgebiet des Jörenbachs und im Südosten das des Aschbachs, der ebenfalls in den Greifensee entwässert. Im Südwesten liegt dasjenige des Werenbachs, welcher in den Zürichsee mündet.